# Heartbeat (canción de Carrie Underwood)
«Hearbeat» —en español: «Latido del corazón»— es una canción country con elementos de country pop y r&b grabada por la cantante de música country Carrie Underwood por su quinto álbum de estudio, Storyteller (2015). Carrie coescribió la canción con Ashley Gorley y su productor, Zach Crowell. Fue lanzado a los retailers digitales el 9 de octubre de 2015, como el primer sencillo promocional del álbum. El cantante de country Sam Hunt, quien es un colaborador frecuente de Zach, canta coros en la pista, lo que lleva algunas publicaciones para etiquetar cuestionable la canción a dueto. Se confirmó en American Music Awards de 2015 que «Heartbeat» serviría como el segundo sencillo de Storyteller.

## Posicionamiento en listas
| Listas (2015)                          | Mejor posición |
| -------------------------------------- | -------------- |
| Canadá Hot Digital Songs (Billboard)   | 31             |
| Escocia (Scottish Singles Sales Chart) | 80             |
| US Bubbling Under Hot 100 (Billboard)  | 23             |
| Estados Unidos (Hot Country Songs)     | 26             |